# Premis Sitges
Els Premis Sitges són un seguit de guardons que s'atorguen anualment a Sitges. El seu lliurament es fa en el decurs de la Nit de Premis Sitges (XXVII edició novembre del 2024).
A continuació es relacionen per ordre d'antiguitat.

## Ploma d'Or
Distinció concedida per l'Ajuntament de Sitges a un escriptor per la seva obra en els camps de la literatura, la llengua, l'assaig o el periodisme. El premi se simbolitza amb un botó d'or amb una ploma d'au i, des del 2006 l'atorga el Consell Municipal de Cultura. Alguns anys (1976-1979, 1981) no s'ha convocat.
- 1967 Josep Manuel Soler i Soler, director del periòdic local L'Eco de Sitges[3]
- 1968 Ramon Planes i Izabal
- 1969 Rafael Casanova Termes
- 1970 Josep Carbonell i Gener i Salvador Soler i Forment[4]
- 1971 Pasqual Maisterra i Riu
- 1972 Rafael Monzó i Valiente[5]
- 1973 Jacint Picas i Cardó[6]
- 1974 Antoni Mirabent i Muntané
- 1975 Joan Miret i Alemany
- 1980 Montserrat Lago Lafuente, locutora de Ràdio Penedès[7]
- 1982 Miguel Ansón Alegre
- 1983 Vinyet Panyella i Balcells[8]
- 1984 Miquel Utrillo i Vidal[9]
- 1985 Antonio Mingote Barrachina[10]
- 1989 David Jou i Mirabent[11]
- 1990 Ventura Sella i Barrachina[12]
- 1991 Joan Yll i Martínez
- 1992 Josep Maria Castellet
- 1993 Rafael Font Farran
- 1994 Jaume Bosc i Pardo
- 1995 Froilan Franco Franco, professor i estudiós de la història de la pedagogia a Sitges[13]
- 1996 Maria Lluïsa Marsal i Àlvarez
- 1997 Roland Sierra i Farreras
- 1998 Xavier Miret i Mestre[14]
- 1999 David Jou i Andreu[15]
- 2000 Ignasi Maria Muntaner i Pascual, historiador[16]
- 2001 Vicenç Morando i Tarrés, periodista i coordinador de Ràdio Maricel i columnista a L'Eco de Sitges
- 2002 Josep Maria Matas i Arnalot, comentarista gastronòmic
- 2003 Toni Pañella de Ferrer, poetessa[17]
- 2004 Antoni Sella i Montserrat, antropòleg i periodista[18]
- 2005 Rosa Muntané i Estivill, presidenta del Ram de Tot l'Any, pels seus articles a L'Eco[19]
- 2006 desert[20]
- 2007 Joan Duran i Ferrer, poeta i bioquímic, per la seva trajectòria i per la restauració de la "Festa de la Poesia" a Sitges[21]
- 2008 desert[22]
- 2009 Xavier Gimeno i Grasa, narrador i professor[23]
- 2010 Cèlia Sànchez-Mústich, escriptora i impulsora de diverses iniciatives culturals, com la Festa de la Poesia a Sitges[24]
- 2011 Monika Zgustová, escriptora i traductora del txec i el rus, per la seva vinculació a la vila de Sitges[25]
- 2012 Eulàlia Vergès i Bartés, poetessa[26][27]
- 2013 Joan Tutusaus i Martí[28]
- 2014 Emma Reverter i Barrachina, periodista i escriptora[29]
- 2015 Albert Sáez i Casas[30]
- 2016 Joan Sella i Montserrat[31]
- 2017 Núria Camps Muntané[32]
- 2018 Sandra Martínez Suárez[33]
- 2019 Lídia Gázquez i Olivares[34]
- 2020 Jordi Milà i Franco[35]
- 2021 Anna Grimau i Bigaire[36]
- 2022 August Bover i Font[37]
- 2023 (LI edició) Alba López Varas[38]
- 2024 [L'ajuntament acorda que el guardó passi a ser bianual][2]

## Premi Trinitat Catasús
Fundat el 1975, distingeix persones o entitats que hagin portat el nom de Sitges arreu. El premi porta el nom de Trinitat Catasús i Catasús, un poeta molt vinculat a la vida sitgetana. 45 edicions al 2022.

## Premi Josep Carbonell i Gener
Du el nom d'un promotor cultural, polític i historiador, molt vinculat a l'apropament Occitània-Catalunya, i que fou guardonat amb la Ploma d'Or el 1970. El concedeix el Grup d'Estudis Sitgetans per promoure els estudis locals i premia dues categories, batxillerat (batxillerat, ESO o FP) i universitària.
- 1982 Jordi Artigas i Masdeu (batx.)

- 1983 Jordi Artigas i Masdeu (batx.); Xavier Miret i Mestre (univ.)
- 1984 Artur Carbonell, Jordi Casterad, Jaume Sabaté i Jordi Vidal (batx.)
- 1985 Neus Gutiérrez, Xavier Borderia, Artur Llansó, Jordi Olivella i Lluís Vellet (batx.); Montserrat Martínez i de la Mata (univ.)
- 1986 Anton Ferret Baig (batx.); Lourdes Marcos i Bretos (univ.)
- 1987 Jaume Olivella i Lluís Vellet (batx.)
- 1989 Carme Andreu i Requena, Eva Farreras i Castellví i Ester Font i Vendrell (batx.)
- 1990 Alícia Mirabent i Rodríguez, Emma Reverter i Barrachina i Sandra Villalonga i Martínez (batx.)
- 1991 Neus Gironès i Mireia Rosell (batx.); Lourdes Sànchez i Rodrigo (univ.)
- 1993 Sergi Martínez i Rigol (univ.)
- 1995 A. López, Laura Turolla i Carrasco, A. Ventaja i D. Domingo (batx.)
- 1998 Blanca Giribet i de Sebastian (univ.)[14]
- 1999 Bàrbara Elena i Figueres (batx.); Maria Genís, Aurora Moyano i Carmen Perez (univ.)[15]
- 2000 Guiomar Coll i Coll i Josep Soler i Marcé ex aequo (batx.); Josep Torelló i Junyent (univ.)[16]
- 2001 Neus Andreo i Santisteban i Carme Muntaner i Alsina ex aequo (batx); Isabel Vivó i Josep Milàn i Parellada (univ.)
- 2002 Siurana Virgili i Suñé (batx.)
- 2003 Albert Soler i Marcé (batx.)[17]
- 2004 Jordi Varón i Pérez (batx.); Carme Muntaner i Alsina (univ.)[18]
- 2005 Anna Millán i Adeva (batx.)[19]
- 2006 desert[20]
- 2007 Alba Gràcia i Pañella (batx.); Neus Andreo i Santisteban i Edgar Camaròs (univ.)[21]
- 2008 desert (accèssit batx.: Xavier Mirabent i Coll)[22]
- 2009 Marc Santasusana Corzan (univ.); Anna Caballero Ferret (accèssit batx.)[23]
- 2010 Jesús Coines (batx.)[24]
- 2011 desert
- 2012 Gerard Llorens Decesaris (batx.)[27]
- 2013 Júlia Piqué i Muniategui (batx.)[28]
- 2014 Sara Miquel i Fernández i Carla Comas i Mir ex aequo (batx.)[41]
- 2015 Blanca Planella i Rocha i Carla Maicas Muñoz ex aequo (batx.)[42]
- 2016 Natàlia Carmona i Verdura (batx.)[31]
- 2017 Iu Bover i Arnal (univ.)[32]
- 2018 Unai Martín (batx.)[33]
- 2019 Laura Estivill i Azemar (batx.)[43]
- 2020 Judit Barlan Sánchez (univ.); Pau Sella Reyes (batx.)[35]
- 2021 Mario Vilar Ramírez (batx.)[36]
- 2022 Júlia Massó i Marc Rubí (batx.)[37]
- 2023 Carlota Martínez Suñé i Aleix Ibàñez Bach ex aequo (univ.)[38]
- 2024 (XLIII premi) Tiffany Okolue (batx.); Adrià Enríquez Àlvaro i Pau Sella Reyes ex aequo (univ.)[2]

## Premi de Pintura Sanvisens
Creat el 1984 pel pintor Ramon Sanvisens per promoure els artistes novells i la pintura a Sitges. Organitzat inicialment entre l'Escola Sanvisens i la sala d'art "Àgora 3", des del 1993 s'hi implica l'ajuntament.
- 1985 (II premi) Montserrat Calbó, per Flors[44][45]

- 1986
- 1987
- 1988 Lourdes Fisa, tercer premi
- 1989 (V premi) Xavier Krauel[46]
- 1990 Esparza[47]
- 1991 Victoria Garçon[48]
- 1992 Manel Bosch[49]

- 1993 M. Riera[50]

- 1996 Carme Parellada i Cortés
- 1997 Katerina Alavedra-Duchoslav[51]
- 1998 Aurèlia Garcia
- 1999 Daniel Machado[15]
- 2000 Rosa Martí i Pujol[16]
- 2001 Antoni Sànchez i Cano[52]
- 2002 Mariano Espinosa González de San Pedro[53]
- 2003 Enric Domènech i Múrcia[17]
- 2004 Emília Huguet i Ciurana[18]
- 2005 Enric Domènech i Múrcia[19]
- 2006 Daniel Tabasco Guzmán, per l'obra S/T[20]
- 2007 Pablo Sebastián Fuentes Osorio, per l'obra Césped escultórico[21]
- 2008 Agustí Viladesau i Martínez, per l'obra Les barques al capvespre[22]
- 2009 Marta de Olano i Biada[23]
- 2010 Xavier Moreno i Prats, per l'obra Fòrum i central tèrmica[24]
- 2011 Yolanda Martín Aparicio, per l'obra Mis marañas[25]
- 2012 Gabriel Pérez Bolaño, per Capvespre mediterrani[27]
- 2013 Teresa Diego Andrés, per Quants en vol?[54]
- 2014 Jesús Movellán Prieto, per La senda[41]
- 2015 Gonzalo Romero Navarro, per Carrer comercial
- 2016 Carles Castellví Pau, per El passeig[31]
- 2017 Josep Manuel Aznar Díaz, per El meu món
- 2018 Ki Hong Chung, per Colgados[33]
- 2019 Katinka Hars, per S/T[34]
- 2020 Jorge Alba Arias, per Neoliberalismo, desmemoria y gentrificación[55]
- 2021 Marta Casas i Cuixart, per Que nada nos sujete[56]
- 2022 Alejandro Martínez García, per Mientras tanto[37]
- 2023 Roger Sanguino Albornoz, per Geometria est imago LXIII[38]
- 2024 (XXXVIII premi) Leonor Solans Gracia, per Hermanas[2]

## Concurs Josep Mirabent i Magrans de cant i música de cambra
L'any 1992, amb la finalitat de recordar Josep Mirabent i Magrans, la seva família va començar a organitzar un concurs musical amb el suport de Joventuts Musicals de Sitges, societat de la qual ell fou fundador i primer president. Esdevingué un concurs on participaven músics d'arreu del món i es repartien premis per valor de més de 14.000 €. Constava de dos apartats: cambra (per a formacions de cambra amb una mitjana d'edat inferior als 30 anys) i de cant (edat màxima, 35 anys).

## Premi d'Escultura Pere Jou
Porta el nom de l'escultor Pere Jou i Francisco i l'atorguen els seus familiars per distingir l'autor d'una peça escultòrica que es presenta en el transcurs d'una exposició.
- 1997 Rosa Maria Alegre i Javierre
- 1998 Mari Carmen Wiegerink
- 1999 Magda Gregori Gubern[15]
- 2000 Josep Maria Rius i Pérez[16]
- 2001 Juan Ignacio Pintabona[52]
- 2002 María Pilar Mingorance Fresneros[53]
- 2003 Miquel Pang Ly[17]
- 2004 Jordi Parellada i Rodón, amb l'escultura Velocitat[18]
- 2005 Ramon Pueyo i Reig[19]
- 2006 María Pilar Mingorance Fresneros, per l'obra Noia asseguda[20]
- 2007 Regina Amalia Gómez González, per l'obra Dos camins[21]
- 2008 Albert Vall i Martínez, per l'obra Codi 216[22]
- 2009 Albert Vall i Martínez, per l'obra Codi 217[23]
- 2010 Josep Plaza i Moreno, per Gènesi de la forma I[24]
- 2011 Rafael Gascón Calvo, per Ombres del record[25]
- 2012 Laura Ariño López, per l'escultura Cornu[27]
- 2013 Manuel Morales Espinosa, per Pedra[54]
- 2014 Roger Alberto Sanguino Albornoz, per Seretum[41]
- 2015 Digny Abreu Viamontes, per Llavor
- 2016 Jordi Gich i Batlle, per Figura 11[31]
- 2017 Aaron Pérez Silva, per Ondina
- 2018 Xavier Puente Vilardell, per ST[33]
- 2019 Stefano Della Vedove, per Semilla de la vida[34]
- 2020 Francisco Hernández Díaz, per Sin título[55]
- 2021 Pablo Lara Dávila, per Kairòs tou poiesai a Kyrio[56]
- 2022 Rayda María Guzmán González, per Capas perdidas[37]
- 2023 Nia Bragg, per La venganza de la tierra[38]
- 2024 (XXVIII premi) Susana Botano Martin-Abril, per Barco[2]

## Premi Especial
Des de l'any 1998, l'ajuntament l'atorga a una entitat o col·lectiu que hagi destacat per organitzar activitats amb ressò a Sitges o que s'hagi distingit per millorar desinteressadament la cultura de la vila. A partir del 2012 se l'anomenà Distinció Especial.
- 1998 Grup de Teatre La Cubana
- 1999 Societats centenàries Casino Prado Suburense i Societat Recreativa El Retiro, ex aequo[15]
- 2000 Josep Manuel Soler i Soler, en representació de L'Eco de Sitges[16]
- 2001 Associació de veïns de les Casetes del Garraf
- 2002 Colles de grallers de Sitges
- 2003 Balls de Bastons, de Diables, dels Cercolets, de les Gitanes, de la Moixiganga i dels Pastorets, en commemoració dels 150 anys de la seva primera referència escrita, ex aequo[17]
- 2004 Rafael Marcet i Almirall, sardanista, fundador de la colla Marycel i de l'Esbart sitgetà[18]
- 2005 Comissió del 50è aniversari de la Creu de Sant Isidre[19]
- 2006 Lolita Mirabent i Muntané, bibliotecària durant més de 50 anys[20]
- 2007 Associació Comunitat Aragonesa a Sitges, en el seu vint-i-cinquè aniversari[21]
- 2008 Confraria de pescadors de Sitges, per conservar la tradició de l'Homenatge a la Vellesa del Mariner[22]
- 2009 Tertúlia Bohèmia del Cafè Roy i Comissió de Festa Major i Santa Tecla, ex aequo[23]
- 2010 Escola Pública Esteve Barrachina, pels seus 50 anys d'història, i Francesc Fontanals per la seva trajectòria com a il·luminador i escenògraf, ex aequo[24]
- 2011 Biblioteca Popular Santiago Rusiñol, en el 75è aniversari de la seva fundació, i Rosa Muntané Estivill com a presidenta de l'Associació del Ram de tot l'Any, que des del 1933 homenatja setmanalment el pintor Santiago Rusiñol, ex aequo[25]
- 2012 A la trapezista Carmen Sánchez i Siller i al promotor musical Josep Badell i Milà, ex aequo[27]
- 2013 A la professora de ballet Lola Vilalta i la galerista d'art Àngels Andreu i Casalta, ex aequo[28]
- 2014 Colla Jove de Castellers de Sitges[57]
- 2015 Premi especial al Club de Tast i al Grup d'Estudis Sitgetans, ex aequo[30]
- 2016 Secció Fotogràfica del Grup d'Estudis Sitgetans[31]
- 2017 Festival Internacional de Cinema Fantàstic de Catalunya, pel cinquantè aniversari, i al consell redactor de La Xermada, pels 50 números publicats[32]
- 2018 Amics de la Sardana de Sitges, pel foment i dinamització sardanista, i per l'organització d'importants Aplecs, i als Amics del Garraf, per la dedicació a la divulgació i a la promoció d'activitats lúdiques i pedagògiques sobre el massís del Garraf[33]
- 2019 Agrupació de Balls Populars de Sitges i al Cine Club Sitges[34]
- 2020 A les treballadores i treballadors del sector sociosanitari, serveis essencials, voluntariat i associacions del 3r sector que han treballat per fer front a la pandèmia sanitària de la COVID-19 a Sitges i totes aquelles i aquells músics, artistes de les arts escèniques, plàstiques, visuals, literàries i culinàries de Sitges que han regalat cultura a través de la seva creativitat durant la pandèmia sanitària de la COVID-19.[35]
- 2021 Gonçal Sobrer, per la participació i col·laboració, en activitats i iniciatives culturals a Sitges, desinteressadament i com a mecenes[36]
- 2022 Els Pastorets de Sitges[37]
- 2023 Sílvia Paretas Curtiada, per la llarga trajectòria com a professora de dansa[38]
- 2024 (XXVII premi) Fundació Hospital Sant Joan Baptista de Sitges[2]

## Premi Josep Maria Jornet de fotografia
En homenatge al fotògraf sitgetà desaparegut el 2009 el Grup d'Estudis Sitgetans atorga anualment aquest premi.
- 2010 Antoni Corella i Miracle[59]
- 2011 Joan Iriarte i Ibarz, pel conjunt de la seva trajectòria com a fotògraf[25]
- 2012 Associació Cultural Finestra Oberta[27]
- 2013 Jordi Surià i Guillaumes[28]
- 2014 Joan Olivé i Mestre[41]
- 2015 Tony Keeler[42]
- 2016 Francesc Barnés i Camps[31]
- 2017 Família Gassó (Ricard Gassó Bartés, Ricard Gassó Aranda i Ricard Gassó Rossell)[32]
- 2018 Fundació Ave Maria
- 2019 Carles Montserrat i Milà[34]
- 2020 Josep Maria Alegre[35]
- 2021 Casino Prado Suburense i Societat Recreativa El Retiro, ex-aequo[36]
- 2022 Pere Stämpfli[37]
- 2023 Visit Sitges[38]
- 2024 (XV premi) Núria Amigó[2]

## Premi Folklore Jofre Vilà de Cultura Popular i Tradicional Sitgetana
El 2018 el Casino Prado Suburense recuperava i dotava aquest premi com a homenatge al seu creador, el folklorista sitgetà Jofre Vilà i Soler (es pot consultar la primera època del Premi en aquesta mateixa entrada). El premi s'havia iniciat el 1987 per promoure l'estudi i recerca sobre la història de la cultura popular i tradicional sitgetana i el 2021 recuperà i continuà la numeració inicial.
- 2018 Eduard Tomás Sanahuja, pel llibre Corpus: La Festa. Història i evolució del Corpus de Sitges (1360-2017).[33]
- 2019 Alba Gràcia i Pañella, pel llibre No t'espantis, Llucifer! Sàtira i història local a través dels versos del Ball de Diables i del Drac de Sitges (40 anys de versos impresos, 1979-2019)[61]
- 2020 Adrià Enríquez Àlvaro, pel treball L'origen de la Moixiganga de Sitges actual. Fets, herències i Europàlia 85'.[62]
- 2021 Escola de Grallers de Sitges, pel llibre La Nostra Festa[36]
- 2022 Eduard Tomàs, pel treball Els Gegants Vells de Sitges. Evolució gràfica i històrica (1897-1955)[37]
- 2023 Carme Pañella, per la difusió de l'obra d'Antoni Pañella i Muntané (Sitges, 1918-1978)[38]
- 2024 (XXXII premi) AGISIT-GES[2]

## Premi Jànio Marti
Creat el 2019 per la Societat Recreativa El Retiro, premia les iniciatives en el camp de les arts escèniques "des de Sitges i per sitgetans des dels camps de la música, la dansa, el teatre, l'univers literari i l'art" (presentació d'Elena Ferré, presidenta del Retiro, el 13.12.2018)
- 2019 Grup Teatral La Tija[61][34]
- 2020 Xavier Pagès Corella[35]
- 2021 Anna Barrachina i Sala[36]
- 2022 Cristina López Igea
- 2023 Albert Vadell i Roca[38]
- 2024 (VI premi) Francesc Borderia[2]

## Premi Pepito Zamora
Creat el 2020 i promogut per LGTBI Gay Sitges Link, en l'atorgament de la primera edició s'indica que "ret homenatge, recorda i recupera el llegat dels artistes lliures que amb els seus actes i exemple vital han defensat els Drets Humans i la diversitat cultural i de pensament". El 2024, el premi fou reanomenat Premi Pepito Zamora a la visibilitat LGTBIQ+
premis2024/>
- 2020 Nazario Luque Vela, Nazario[64]
- 2021 Isabel Pruna i Andrée[36]
- 2022 Josep Maria Rosselló i Virgili[37]
- 2023 Pepa Nolla[38]
- 2024 (V premi) Miquel Porta[2]

## Concurs literari de relat breu Antoni Sella i Montserrat
Atorgat pels Museus de Sitges des del 2020, ret homenatge al periodista i director de l'Eco de Sitges Antoni Sella. Es distingeixen dues categories: Lluïsa Vidal, per a autors de 12 a 17 anys, i Santiago Rusiñol, per a autors de més de 18 anys.
- 2020 Oriana Sandoval Culebras i Anna Pons Chaumon (cat. Lluïsa Vidal); Lídia Gàzquez (cat. Santiago Rusiñol)[65]
- 2021 Lucía Araque Bourdet (cat. Lluïsa Vidal); Xavier Lahoz i Maronda (cat. Santago Rusiñol)[36]
- 2022 Lucía Araque Bourdet (cat. Lluïsa Vidal); Lídia Gázquez (cat. Santiago Rusiñol)[37]
- 2023 Xavier Saladrigas (cat. Santiago Rusiñol)[38]
- 2024 Xènia Dosantos Gracia (cat. Lluïsa Vidal); Lídia Gázquez (cat. Santiago Rusiñol)[2]

## Premi de Llengua Catalana Lola Anglada
Instituïda el 2024, aquesta distinció recorda l'artista Lola Anglada, que residí un temps a Sitges, i que donà la seva col·lecció de nines artístiques i joguines antigues al Museu Romàntic Can Llopis. El premi, promogut per la Plataforma per la Llengua, atorgarà anualment una placa de reconeixement "a un establiment econòmic, ja sigui de restauració, hostaleria, comerços, o també a alguna entitat social i esportiva que treballi plenament en català".
- 2024 (I premi) Ferreteria Sales[2]

## Altres premis
- Premi Centenari del 98 de fotografia: Josep Maria Jornet
- Premi Centenari del 98 de pintura: Carme Marrugat[14]
- Premi Sitges de fotografia: 1999, Maria Victòria Plana[15]
- Premi Sitges de pintura: 1999, Albert Lluch[15]
- Premi Albert Singla: 2004, Jordi Masip i Vidal i Zoe Masó i Maluquer[18]

### Premi de Folklore de Sitges Jofre Vilà
El premi portà el nom del seu creador, el folklorista i animador cultural de Sitges, Jofre Vilà i Soler (guardonat al seu torn el 2002 amb el Premi Tradicions Sitgetanes). L'atorgava el Grup d'Estudis Sitgetans i el seu objectiu era recopilar el coneixement d'antigues tradicions sitgetanes i estudiar i difondre les de creació més recent; a partir del 2018, el premi es tornà a convocar amb una formulació lleugerament diferent.
- 1987 Miquel Marzal i Ortiz, per Història dels gegants de Sitges
- 1988 Frederic Montornés i Dalmau, pel seu estudi Les catifes de Sitges, ¿un costum tradicional?[68]
- 1989 Albert Cubeles i Bonet, per l'estudi Les moixigangues a Catalunya. La Moixiganga de Sitges
- 1990 a 1993 deserts
- 1994 Francesc Parra i Mestres, per l'obra Cent anys dels gegants a Sitges
- 1995 accèssit a Pere Ferrando i Romeu per El precedent casteller a Sitges (1880-1971)
- 1996 desert
- 1997 Miquel Forns i Fusté, pel llibre Actes oficials, fets i anècdotes de la Festa Major (1853-1996)
- 1998 desert
- 1999 Jordi Milà i Franco, pel seu treball Borregaires i altres antics músics populars a les muntanyes del Garraf[15]
- 2000 Mossèn Santiago Casanova i Giner, pel treball Col·lecció de Goigs de Sitges[16]
- 2001 Josep Milán i Parellada, per Balls, entremesos i elements perduts
- 2002 Miquel Forns i Fusté, pel treball Santa Tecla, vaivens de la Festa Major petita
- 2003 Èric Roqueta i Capilla, pel seu estudi de recerca La Moixiganga de Sitges[17]
- 2004 Xavier Miret i Mestre, director de l'Arxiu Històric de Sitges, per l'estudi Els exvots de l'ermita del Vinyet[18]
- 2005 Blai Fontanals i Argenté, per L'Arxiu Parroquial de Sitges[19]
- 2006 Agustí Albors i Soler, per l'edició del llibre Solsticis[20]
- 2007 Lolín Rocha i Montané, per un estudi sobre el vestuari: El Ball de les Gitanes[21]
- 2008 Jordi Dólera i Mirabent i Santi Terraza de Valicourt, pel llibre Jove de Sitges. La fàbrica d'il·lusions (1993-2008)[22]
- 2009 Valentí Mongay i Castro, per la seva tasca de recerca i recuperació de balls populars[23]
- 2010 Rafael Ferrer Ill, pel treball El ball de cavallets de Sitges[24]
- 2011 Miquel Marzal i Ortiz, per l'estudi L'altar i la catifa de flors del Cap de la Vila : 1952-1957[25]
- 2012 Francesc Parra i Mestres, pel llibre Cent anys de teatre a Sitges, de 1839 a 1936[27]
- El 2018 es reprengué aquest premi, amb una altra denominació (Premi Folklore Jofre Vilà de Cultura Popular i Tradicional Sitgetana)

### Premi Tradicions Sitgetanes
Impulsat pel "Foment del Turisme" de Sitges des de l'any 1991, homenatjava persones i institucions que haguessin demostrat mèrits especials d'estimació a Sitges.
- 1991 Administració de la Trinitat
- 1992 Quarto de Reixa
- 1993 Ram de Tot l'Any
- 1994 Amics del Garraf
- 1995 Joan Planas i Roca Miru
- 1996 Hospital de Sant Joan, elaborador de la Malvasia de l'Hospital
- 1997 Jordi Pañella i Virella, impulsor de les caramelles
- 1998 Confraria de pescadors de Sitges
- 1999 Joan Vidal i Planas "Moret" i Joan Muntané, grallers
- 2000 Jaume Coll i Matas, per la conservació de l'entorn natural de Sitges
- 2001 Pastisseria Sabaté
- 2002 Jofre Vilà i Soler, folklorista i animador cultural
- 2003 Mossèn Santiago Casanova i Giner, per les seves contribucions als goigs i al patrimoni arqueològic sitgetans[17]
- 2004 Josep Manuel Soler i Soler, director de L'Eco de Sitges[18]
- 2005 Antoni Caverdós i Caverdós, un dels darrers pagesos de Sitges[19]
- 2006 Grup Pessebrista de Sitges[20]
- 2007 Penya d'Escacs del Casino Prado, en el seu setanta-cinquè aniversari[21]
- 2008 Grup de campaners de Sitges[69]

### Premi Ramon Planes
Premi de narrativa breu convocat per la regidoria de cultura de l'Ajuntament de Sitges i Pati Blau Edicions. Homenatjava Ramon Planes i Izabal, escriptor i periodista, i el seu atorgament comportava el compromís de publicació per part de Pati Blau. La seva primera edició va ser el 2004. A diferència dels altres premis, el seu guanyador no s'anunciava amb antelació, sinó al llarg de la "Nit dels Premis Sitges".
- 2004 Berta Vidal i Martínez, amb el recull de contes La petita Yu i altres oblidats
- 2005 desert
- 2006 Sílvia Romero i Olea, amb el recull Verbes

### Premi Sitges Capaç
Convocat pel Consell Municipal de l'Accessibilitat amb la col·laboració de la Fundació Caixa Sabadell, tingué la voluntat de premiar aquelles accions fetes a Sitges que s'adrecessin a millorar la qualitat de vida i la integració sociolaboral de les persones amb discapacitat.
- 2005 Càmping el Garrofer, per la seva predisposició a adequar totes les seves instal·lacions[19]
- 2006 Ramon Soler i Fernàndez, per la seva sensibilitat envers el món dels discapacitats en les seves facetes d'editor de L'Eco de Sitges i president de la Comissió de Festa Major i Santa Tecla[72]
- III - 2007 L'"Entitat Tutelar del Garraf", pel tutelatge de persones discapacitades sense família[73]